# Rzęsna II
Rzęsna II (ukr. Рясна II, ros. Рясна II) – stacja kolejowa na Rzęsnej Polskiej, we Lwowie, w obwodzie lwowskim, na Ukrainie.